# 살인자의 기억법
《살인자의 기억법》은 2017년에 개봉된 대한민국의 범죄 스릴러 영화이다. 김영하의 동명 소설을 원작으로 하였으며, 원신연 감독이 각색·연출하고 설경구, 김남길, 김설현, 오달수, 황석정이 출연했다. 치매로 인한 기억상실증을 겪는 연쇄살인범을 주인공으로 한다.
촬영은 2015년에 시작하였다.

## 줄거리
시린 겨울, 기차 터널 앞 선로에 서서 한쪽 눈에 경련을 일으키는 병수(설경구)의 모습으로 시작된다.
어린 시절 병수는 가족들을 학대하는 아버지를 살해하고 들키지 않자, '세상엔 꼭 필요한 살인이 있다'고 굳게 믿으며 은밀한 살인을 계속한다. 희생자들을 대나무숲에 차례차례 묻으며 궂은 연쇄살인범으로 살아가던 병수는, 한 여자를 죽인 뒤 갑작스레 당한 교통사고로 뇌수술을 받은 것을 계기로 살인을 그만두고, 작은 동물병원을 운영하며 딸 은희 (설현)을 키운다.
17년이 지나고 병수는 퇴행성 알츠하이머 선고를 받는다. 갈수록 기억상실이 심해질 뿐만 아니라, 감정표현마저 제때 할 수 없게 된다. 걸핏하면 벌어지는 기억상실에 자주 드나들게 된 경찰서에서 근무하는 병만 (오달수)과 친한 사이가 된다. 은희는 병수에게 녹음기를 건네며 기억할 일이 있으면 바로 녹음하라고 한다. 병수는 녹음기와 더불어 자신이 기억하는 지난 날의 살인사건들을 노트북에 써내려가며 저장해둔다. 또한 은희의 권유로 시 수업을 듣는 그는 자신의 경험담을 강렬한 메타포라 오해하는 수강생들의 호감을 얻는다. 특히 매번 접근하며 가까이 들이대는 조연주 (황석정)은 병수에게 적잖은 부담이 된다.
한편 병수가 사는 마을에서 여성 살인사건이 두 건이나 벌어진다. 대숲에 머물다 차를 타고 돌아가던 그는 짙은 안개가 깔린 도로에서 앞서가던 차량과 추돌한다. 우연히 열린 트렁크 속의 검은 가방에서 피가 흘러나오는 것을 보고 은밀히 손수건으로 묻혀둔다. 앞 차량의 차주는 트렁크에 있는 것이 노루라며, 명함을 교환하자는 병수의 말에도 각자 조용히 처리하자는 말과 함께 떠나버린다. 병수는 차주가 거짓말을 하고 있는 "살인자"임을 직감하고 차량번호와 함께 그 사실을 녹음한다. 이어 손수건의 혈액 샘플이 인간의 것임을 확인, 익명으로 경찰에 신고한다. 그러나 그 차주는 다름 아닌 지역경찰서의 민태주 순경 (김남길)이었고, 오해받은 거라며 신고를 묵살한다. 의심을 버리지 않은 병수는 태주가 시신을 유기한 곳을 추론하여 저수지로 향하고, 그곳에서 정말로 희생자를 발견한다.
그 사이 태주는 병수의 동물병원 앞에서 은희를 처음 만나고 인연을 틔운다. 병수는 데이트를 하던 두 사람을 발견하나 태주를 알아보지 못한다. 태주는 은희에게 병수와 알게 된 사정을 밝히고, 은희는 아버지가 종종 대숲을 찾는다는 사실을 밝힌다. 한편 차량번호를 문의했던 병만으로부터 차주가 태주라는 사실을 들은 병수는 지난 녹음기록을 조합해 태주의 정체를 알아차린다. 병수는 은희에게 놈이 위험하다고 경고하나, 은희는 되려 태주가 병수의 수상한 행적을 의심했다고 억울해한다. 그럼에도 태주에게 날선 경고를 날리고 도축용 약물주사로 해치워버리기로 한다. 하지만 그 직후 일주일 간의 기억이 완전히 사라지고, 환각을 경험하는 등 병수의 병세가 깊어져 간다. 병만에게 의뢰했던 혈액샘플도 노루 피였음을 확인받고는 혼란스러워한다.
악몽을 꾸고 깨어난 병수는 침실에 단단히 묶인 채 태주가 노트북의 회고록을 수정하는 광경을 본다. 태주는 자신이 살인한 게 맞다면서, 혈액샘플을 바꿔치기한 것은 물론 은희를 죽일 빌미를 위해 회고록을 조작하고 있었다. 병수는 주사기를 집어 태주를 죽이려 들지만 실패한다. 이에 태주는 자신의 살인죄를 뒤집어씌워주면 은희는 죽이지 않겠다고 하고 기절시킨다. 정신을 차린 병수는 막연한 기억을 되짚으며, 딸의 안전을 지키겠단 생각으로 은희에게 여동생 마리아 (길혜원)가 있는 수녀원에서 살고 있으라며 보낸다.
태주를 미행하던 병수는 그가 머문 빈 집에서 연주가 인질로 잡힌 영상이 담긴 캠코더를 발견한다. 이를 병만에게 증거물로 건네던 병수는 오히려 자신이 사건 용의자로 의심받고 있음을 깨닫는다. 설상가상으로 은희가 며칠사이 실종된 사실로도까지 경찰에게 추궁당하자 병수는 딸이 잘 있다고 증명하기 위해 여동생에게 전화를 건다. 그러나 번호 같은 것은 애초에 없었고, 수십년 전 자신이 아버지를 살해하고 나서 여동생이 자살했다는 것을 비로소 기억해낸다. 현장에서 달아난 병수를 추적하던 경찰들은 대숲에서 병수에게 살해당한 희생자들의 유해를 발견한다.
병수는 17년 전 마지막 살인을 고스란히 회고한다. 병수는 아내의 불륜남을 죽인 뒤 은희가 친딸이 아닐 수도 있다는 사실을 토로한 아내까지 죽였다. 교통사고를 당하고 집으로 돌아온 병수는 은희마저 죽이려다, 기억상실 증세로 살인의 정황을 완전히 잊고는, 겁에 질린 은희를 달래 계속 키웠다. 병수는 자신이 기억상실의 나날 속에서 조연주를 죽인 것은 물론, 은희까지 죽였을지도 모른다는 죄책감에 휩싸인다. 이에 녹음기에 기록된 은희의 목소리를 틀어놓고, 주사를 목에 놓아 자살을 시도한다.
그런데 녹음기에서 태주가 자신의 살인행각을 고백한 목소리가 흘러나온다. 태주에게 결박당한 그날 실수로 녹음기가 틀어져 있던 것. 더불어 은희를 수녀원으로 보낸 날 불러 태운 택시가 사실은 태주의 차량이었음을 기억해낸다. 병수는 병만에게 태주의 목소리가 담긴 증거물을 들려주며 실종된 딸이 태주에게 잡혀있다고 밝히고, 병만은 태주와 은희가 머무는 숲속 외딴 저택에 잠입했다가 태주에게 발각되어 살해당한다. 태주의 정체를 목격한 은희는 도망치다 다시 잡혀 죽을 위기에 처한다. 병수는 '내 딸이 위험하다'는 녹음을 남기며 은희를 구출하러 숲으로 향한다.
병수는 집 안에서 은희를 찾다가 기억상실을 일으킨다. 병수는 숨어있던 은희의 위치를 태수에게 알려준 뒤, 목졸라 죽을 위기에 처했다가 은희의 목소리로 정신을 되찾고 결투를 벌인다. 노쇠한 체력에 내내 밀리던 병수는 끝내 태주를 제압하고 유리조각으로 난도하여 죽인다. 그리고는 은희에게 다가가 나는 오늘부터 살인자지만, 넌 살인자의 딸이 아니라고 고백한다. 병수는 경찰에 연행되어 치료감호소에 수감되고, 병수의 녹음기록을 들은 은희는 병수를 찾아가 머리를 잘라준다. 은희로부터 살아있음을 느끼는 것에 자괴감을 느껴 자살을 결심한 병수는 주사를 목에 놓다 '민태주'라는 이름을 읊는다.
다음 순간, 첫 장면의 터널에 서 있는 병수는 주사가방을 들은 채 선로 건너편의 민태주를 노려본다. 병수는 눈에 경련을 일으키며 '네 기억은 믿지 마라, 민태주는 살아있다'고 되뇌인다.

## 캐스팅
- 설경구 : 김병수 역
- 김남길 : 민태주 역
- 김설현 : 김은희 역
- 오달수 : 안병만 역
- 황석정 : 조연주 역
- 정인겸 : 김병수 부 역
- 신기준 : 소년 김병수 역
- 장진영 : 어린 김병수 역
- 신린아 : 어린 김은희 역
- 김혜윤 : 소녀 마리아 역
- 최유송 : 김병수 모 역
- 김정영 : 도박녀 역
- 박광재 : 덩치남 역
- 김동희 : 경찰대생 1 역
- 장정윤 : 경찰대생 2 역
- 강동우 : 경찰대생 3 역
- 이재익 : 경찰대생 4 역
- 최혜정 : 경찰대생 5 역
- 황인준 : 경찰서 과장 역
- 형원 : 경찰서 경찰 1 역
- 김한준 : 경찰서 경찰 2 역
- 임세현 : 경찰서 경찰 3 역
- 이명하 : 경찰서 여경 역
- 원풍연 : 경찰서 여경 역
- 원풍연 : 경찰서 형사 1 역
- 임세현 : 경찰서 형사 2 역
- 박상운 : 파출소 순경 역
- 이새로미 : 고양이 아줌마 역
- 김재구 : 고양이 아줌마 딸 역
- 김신영 : 태주 피해자 역
- 김경민 : 뉴스기자 1 역
- 김지나 : 뉴스기자 2 역
- 정찬배 : 뉴스 앵커 역
- 김경재 : 뉴스 제보자 1 / 중국집 요리사 역
- 정동석 : 뉴스 제보자 2 / 중국집 철가방 역
- 엄지만 : 횟집 주인 역
- 김인숙 : 횟집 부인 역
- 원성준 : 횟집 아이 역
- 구태진 : 알콜중독 노숙자 / 단속 경찰 2 / 정신병원 부원장 역
- 이현명 : 사채업자 역
- 이승원 : 변태 성욕자 역
- 백연정 : 마약 간호사 / 중국집 여직원 역
- 김지현 : 개 주인 여자 역
- 박화영 : 윤락녀 역
- 전동성 : 미옥 내연남 / 청년 병수 / 단속 경찰 1 역
- 김선영 : 은희 친구 1 역
- 신연미 : 은희 친구 2 역
- 이선애 : 은희 친구 3 역
- 이용곤 : 도박남 1 역
- 이태형 : 잠복 형사 1 역
- 김주헌 : 잠복 형사 2 역
- 박현익 : 잠복 형사 3 역
- 성창호 : 잠복 형사 4 역
- 옥주리 : 밥집 아줌마 역
- 이현석 : 단속 경찰 3 / 정신병원 조무사 1 역
- 전승표 : 대숲 순경 1 역
- 김승영 : 문화센터 수강생 1 역
- 강희중 : 문화센터 수강생 2 역
- 한다경 : 문화센터 수강생 3 역
- 김진옥 : 문화센터 수강생 4 역
- 한지영 : 문화센터 수강생 5 역
- 오태은 : 문화센터 수강생 6 역
- 윤나현 : 병수 옆 관람객 1 역
- 김동우 : 극장 태주 착각남 역
- 정주희 : 극장 착각남 여친 역
- 박근영 : 병수 옆 팝콘녀 1 역
- 유지현 : 병수 옆 팝콘녀 2 역
- 이종건 : 모범 택시 기사 역
- 김수연 : 정신병원 간호사 1 역
- 함연주 : 정신병원 간호사 2 역
- 김경호 : 정신병원 환자 1 역
- 윤선용 : 정신병원 환자 2 역
- 추동우 : 정신병원 환자 3 역
- 김하늘 : 정신병원 환자 4 역
- 박수정 : 외국인 노동자 역
- 이글루 : 수의사 역
- 채국희 : 장미옥 역 (특별출연)
- 길해연 : 마리아 역 (특별출연)
- 이병준 : 시선생 역 (특별출연)
- 김민재 : 젊은 검사 역 (특별출연)
- 조재윤 : 의사 역 (특별출연)

## 수상
- 2017년 제17회 디렉터스 컷 시상식 올해의 남자연기자상 (설경구)
- 2018년 제9회 올해의 영화상 남우주연상 (설경구)